# Marcin Nowak (korfballista)
Marcin Nowak (ur. 11 października 1998 we Wrocławiu) – polski zawodnik korfballu, mistrz świata w korfballu plażowym z 2022 roku.

## Kariera sportowa
Rozpoczął swoją przygodę z korfballem dzięki zaproszeniu kolegi na pierwszy trening w październiku 2016 roku. Na początku nie wiedział, czym dokładnie zajmuje się ta dyscyplina, ale zachwyciła go atmosfera oraz ludzie uprawiający ten sport. To skłoniło go do kontynuowania swojej przygody.
W początkowych latach swojej kariery sportowej (2016-2017) grał w drugiej drużynie wrocławskiego AZS. Rok później przeszedł do pierwszej drużyny, czyli klubu AZS Balluff Wrocław, gdzie odniósł wiele sukcesów. Ponadto, wraz z drużyną AZS Balluff Wrocław, zdobył mistrzostwo Polski w latach 2022, 2021, wicemistrzostwo w latach 2023 i 2018 oraz brązowy medal w 2019 roku.
W swojej karierze sportowej brał udział w licznych turniejach, zdobywając znaczące miejsca. Należą do nich m.in.: pierwsze miejsce w dywizji B mistrzostw Europy w 2021 roku, drugie miejsce na Mayor Cup Prievidza w 2021 roku, pierwsze miejsce na Mayor Cup Prievidza w 2022 roku oraz drugie miejsce w eliminacjach do Mistrzostw Świata w 2022 roku. Jego największym osiągnięciem było zdobycie mistrzostwa świata z reprezentacją Polski w korfballu plażowym w 2022 roku, drugie miejsce na Pucharze Świata w korfballu plażowym w 2024 roku oraz 11 miejsce na Mistrzostwach Świata w korfballu halowym w 2023 roku.
Do reprezentacji Polski dołączył w styczniu 2020 roku. Z powodu pandemii COVID-19 przez prawie dwa lata reprezentacja była w okresie przygotowawczym. Pierwszy oficjalny turniej Marcin rozegrał dopiero w 2021 roku (Mistrzostwa Europy dywizji B).

## Życie prywatne
Urodził się i całe życie mieszka we Wrocławiu. Wychowywał się w sportowej rodzinie i zawsze przejawiał zainteresowanie różnymi dyscyplinami. Po ukończeniu Liceum Ogólnokształcącego nr 10, rozpoczął studia na kierunku ekonomia, jednak nie ukończył ich. Obecnie pracuje jako monter instalacji odnawialnych źródeł energii.